# Karl Gustaf Torsten Sjögren
Karl Gustaf Torsten Sjögren (ur. 30 stycznia 1896 w Södertälje, zm. 27 lipca 1974) – szwedzki lekarz, psychiatra i genetyk. Opisał zespół, nazwany na jego cześć zespołem Marinescu-Sjögrena, a także zespół Sjögrena-Larssona. Od 1951 był członkiem Królewskiej Szwedzkiej Akademii Nauk.